# Atemptat de Westminster de 2017
El 22 de març de 2017 hi va haver un atemptat a Parliament Square i a la zona del Palau de Westminster, en el qual un atacant va conduir un vehicle cap a les portes del palau. Sis persones, incloent l'atacant, moriren com a conseqüència de l'incident, i altres 50 persones resultaren ferides, algunes d'elles de gravetat.

## Cronologia
Al voltant de les 14:40h, hi va haver una envestida amb un vehicle (un cotxe Hyundai de color gris) al Pont de Westminster, que va atropellar aproximadament 10 persones. Després d'això, un home va atacar un policia amb un ganivet a Old Palace Yard. Després que fos avisat, dos policies el van abatre. Després de l'incident, els parlamentaris es van haver de quedar a l'interior del Parlament com a precaució, i altres membres del Parlament van romandre a les seves oficines. La primera ministra Theresa May va ser evacuada al 10 de Downing Street.
Els incidents van ser tractats com a atemptat terrorista per la Policia Metropolitana. Una dona va morir en l'incident, segons va anunciar un doctor de l'Hospital de St Thomas. El Parlament Escocès va suspendre la sessió del dia, incloent-hi un debat sobre un referèndum d'independència.

## Autoria
L'autor de l'acció fou identificat com a Khalid Masood, nascut a Kent l'any 1964. L'endemà de l'atemptat, Estat Islàmic va reclamar la seua autoria mitjançant un comunicat a l'agència de notícies Amaq.